# Cryphia excurvata
Cryphia excurvata là một loài bướm đêm trong họ Noctuidae.